# Els Plans de Sió
Els Plans de Sió település Spanyolországban, Lleida tartományban. Els Plans de Sió Tàrrega, Ossó de Sió, Torrefeta i Florejacs, Guissona, Cervera és Granyanella községekkel határos. Lakosainak száma 512 fő (2024).

## Népesség
A település népessége az utóbbi években az alábbiak szerint változott:
| Lakosok száma | 473  | 1676 | 1416 | 1094 | 742  | 563  | 573  | 560  | 506  | 512  |
|               | 1717 | 1887 | 1936 | 1960 | 1986 | 2004 | 2009 | 2014 | 2019 | 2024 |